# Tibetan National Football Association
Tibetan National Football Association (TNFA, Tibet) er en fodboldorganisation oprettet i år 2000 med henblik på at organisere fodboldturneringer og varetage det eksil-tibetanske fodboldlandsholds interesser. TNFA har deres hovedsæde i Dharamsala, Indien.
| Fodbold | Spire Denne artikel om fodbold er en spire som bør udbygges. Du er velkommen til at hjælpe Wikipedia ved at udvide den. |